# Dominique Laniel
Dominique Laniel est une actrice et auteure canadienne, née le 10 juin 1989 à Montréal, au Québec.

## Biographie
Née le 10 juin 1989 à Montréal, Dominique Laniel grandit à Dollard-des-Ormeaux auprès de ses parents, sa sœur et son frère.
Elle prend intérêt au théâtre pendant ses années au Collège Beaubois et étudie en interprétation théâtrale au Cégep de Saint-Hyacinthe.

## Carrière
Aussitôt diplômée, elle décroche des rôles au théâtre et au cinéma, notamment dans la pièce Débris de Ursula Rani Sarma (en), présentée au théâtre montréalais La Licorne, et dans le long-métrage Le Scaphandrier (en) de Alain Vézina. À la télévision, elle apparaît dans la télésérie Mémoires vives, District 31 et Dans ma tête, le retour, réalisé par Marc Carbonneau. Elle a aussi joué un rôle récurrent dans la série Ruptures, réalisée par Mariloup Wolfe. On a pu aussi la voir dans les séries jeunesses Subito texto et MED au côté de Mehdi Bousaidan. Depuis 2014, elle est cofondatrice et directrice artistique de la compagnie de théâtre jeunesse, Fortuit Théâtre, où elle coécrit sa première pièce, Sous la poussière.

## Vie privée
Dominique Laniel est mariée à un ingénieur depuis 2017, avec qui elle a deux enfants. Ils vivent dans la banlieue de Montréal,.

## Doublage

### Cinéma

#### Films
- 2017 : xXx : Le retour de Xander Cage : Becky Clearidge (Nina Dobrev)
- 2017 : Kong : Skull Island : San (Tian Jing)
- 2017 : Lignes interdites : Marlo (Nina Dobrev)
- 2018 : Gratte-ciel : Xia (Hannah Quinivian)
- 2018 : Mamma Mia! C'est reparti : Tanya jeune (Jessica Keenan Wynn)
- 2018 : Petite Italie : Gina (Cristina Rosato)
- 2018 : Slender Man : Chloe (Jaz Sinclair)
- 2019 : Mes voyages de chien : CJ (Kathryn Prescott)
- 2019 : Godzilla : Roi des monstres : Madison Russell (Millie Bobby Brown)
- 2019 : Bonne fête encore ! 2 : Andrea « Dre » Morgan (Sarah Yarkin)
- 2019 : Scandale : Lily Balin (Liv Hewson)
- 2020 : Cruel Peter : Le garçon : Bianca (Katia Greco)
- 2020 : Les nouveaux mutants : Illyana Rasputin (Anya Taylor-Joy)
- 2020 : La chute : Gwen (Hannah Gross)
- 2021 : La révélation : Karen (Hannah Gross)
- 2021 : Rapides et dangereux 9 : La saga : Ellie (Anna Sawai)
- 2021 : Malfaisant : Madison Mitchell (Annabelle Wallis)
- 2022 : Un jour pour mourir : Candice Connolly (Brooke Butler)
- 2021 : Une robe pour Mrs. Harris : Pamela Penrose (Rose Williams)
- 2022 : Tár : Francesca Lentini (Noémie Merlant)
- 2023 : Frissons VI : Quinn Bailey (Liana Liberato)

### Télévision

#### Séries télévisées
- 2017 : Bellevue : Briana Holt (Amber Goldfarb)
- 2019 : Dernière escale : Leah Sims (Chloe Farnworth)
- 2022 : Moon Knight : Layla El-Faouly (May Calamawy)

#### Séries d'animation
- 2018 : Talia et le Royaume Arc-en-ciel : Grizelda
- 2020 : Agent Binky : Protecteur de l'Univers : capitaine Gracie